# Futaba (Fukushima)
Futaba (jap. 双葉町, -machi) ist eine Geisterstadt im Landkreis Futaba in der japanischen Präfektur Fukushima.

## Geografie

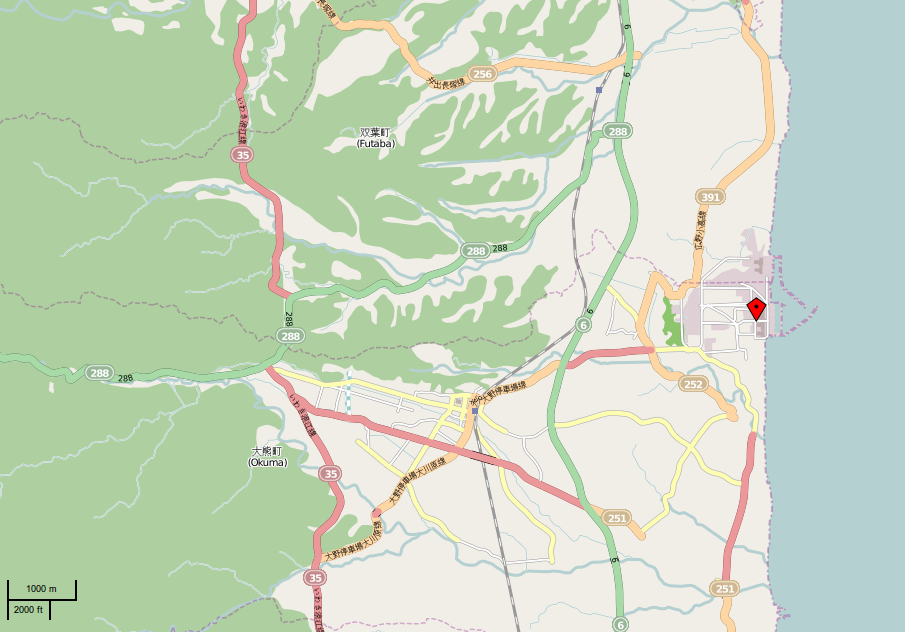
Lage der Ortskerne von Futaba und Ōkuma, westlich des Kernkraftwerks Fukushima Daiichi (rote Positionsmarkierung)

Futaba liegt am Pazifischen Ozean. In 10 km Entfernung von der Küste steigt das Abukuma-Hochland an, das von Wäldern geprägt und weitgehend unbesiedelt ist. Dessen höchste Erhebung auf dem Gemeindegebiet ist der Jūman-yama (十万山) mit 239 m.
Das Gebiet der Pazifikküste der Präfektur Fukushima besteht (von Norden nach Süden) aus den Regionen Sōma, Futaba und Iwaki. Futaba liegt in der Region Futaba, auf deren Gebiet sich auch das Kernkraftwerk Fukushima Daiichi in der Stadt Ōkuma befindet.
Futaba ist umgeben von Namie im Norden und Ōkuma im Süden.

## Geschichte
Futaba geht zurück auf die im Zuge der landesweiten Reorganisation des Gemeindewesens am 1. April 1889 gegründete Dorfgemeinde Shinzan (新山村, -mura) aus dem damaligen Landkreis Shineha (標葉郡, -gun). Dieser Landkreis wurde am 1. April 1896 mit dem Landkreis Naraha (楢葉郡, -gun) zum Landkreis Futaba (双葉郡, -gun), wörtlich: „zwei ha (葉)“, zusammengelegt.
Am 1. Februar 1913 wurde Shinzan zur Kleinstadt (machi) aufgestuft. Mit der Eingemeindung des Dorfes Nagatsuka am 1. April 1951 erfolgte die Umbenennung in Shineha (標葉町, -machi) und genau 5 Jahre später in Futaba. Die Gemeinde übernahm dabei den Namen der früheren Gemeinde Kamioka, die sich 1950 in Futaba umbenannte, aber 1955 nach Tomioka eingemeindet wurde.
Zum 1. April 1958 wurden die Ortsteile Nakano (中野) und Teile von Morotake (両竹) aus dem benachbarten Namie eingemeindet, und genau zwei Jahre später folgten Teile von Nakahama (中浜) und wiederum Teile von Morotake.
Die im Zusammenhang mit dem Tōhoku-Erdbeben 2011 und dem davon ausgelösten Tsunami stehende Nuklearkatastrophe von Fukushima zog die Region Futaba besonders schwer in Mitleidenschaft. Auch Jahre nach der Katastrophe hat sich das Gebiet nicht erholt.

### Tōhoku-Erdbeben, -Tsunami und Nuklearkatastrophe 2011

#### Schäden und Opfer
Die Gemeinde Futaba wurde am 11. März 2011 vom Tōhoku-Erdbeben und dem davon ausgelösten Tsunami getroffen, wobei ein hoher Prozentsatz der Häuser (103 Wohngebäude) völlig zerstört wurde.
Am Strand von Futaba, 4 km nördlich vom Kernkraftwerk Fukushima Daiichi, wurde im Wald eine Tsunamispur in einer Höhe von 16,9 m gemessen, während nahe gelegene Tsunamispuren in Nachbarschaft des Waldes Höhen von 12,2 m und 13,6 m erreichten. Derart hohe Tsunami-Höhen werden auf die Strömungsumlenkung durch Seawalls und den im Bereich des dichten Küstenkiefernwaldes anfänglich erhöhten Strömungswiderstand zurückgeführt.
Die Brand- und Katastrophenschutzbehörde (Fire and Disaster Management Agency, FDMA) meldete bis zu ihrem 145. Schadensbericht vom 13. März 2012 55 Tote und einen Vermissten für Futaba als Folge der Tōhoku-Dreifachkatastrophe von 2011, erhöhte ihre Angabe dann in ihrem 146. Schadensbericht vom 28. September 2012 auf 90 Tote und 4 Vermisste und bis zum 158. Schadensbericht vom 7. September 2018 auf 167 Tote und 4 Vermisste.
Gemessen an der Gesamtbevölkerung Futabas, die bei der Volkszählung von 2010 mit 6.932 angegeben worden war, betrug die Opferquote durch die Katastrophe von 2011 2,4 %, wenn alle in dem 157. FDMA-Schadensbericht registrierten Toten und Vermissten berücksichtigt werden.

#### Evakuierung
Die durch die Naturereignisse ausgelöste Nuklearkatastrophe von Fukushima traf den dem Kraftwerk unmittelbar benachbarten Ort (die Blöcke 5 und 6, die noch rechtzeitig gerettet werden konnten, stehen auf dem Gemeindegebiet Futabas) nochmals mit voller Härte. Um 18 Uhr am 11. März wurden in der Umgebung bereits leicht erhöhte Radioaktivitäts-Werte gemessen. Man geht davon aus, dass der Reaktorkern des Blocks 1 um diese Zeit herum bereits nicht mehr voll mit Kühlwasser bedeckt war. Die Folge war eine leichte Kernbeschädigung, die sich in der Folgezeit verschärfte. Um 20:50 Uhr erfolgte eine Evakuierungs-Vorwarnung, und um 21:23 Uhr wurde die Evakuierung des Gebiets definitiv verfügt. Futaba wurde in der Folge in einer ersten Phase zusammen mit wenigen anderen Orten vollkommen evakuiert. Erst nach Saitama, wo die Leute in der Saitama Super Arena untergebracht wurden, und am 30./31. März etwa 1300 Personen nach Kazo, wo seitdem in der früheren Kisai-Oberschule auch die Gemeindeverwaltung sitzt.
Als Gegenmaßnahme zur Nuklearkatastrophe wurde ein Sperrgebiet um das Kernkraftwerk Fukushima Daiichi in einem Umkreis von 20 km ausgewiesen. Es gab jedoch auch jenseits dieses 20-km-Radius viele andere Standorte mit hohen Strahlungswerten, da radioaktive Partikel über den Wind aus dem havarierten Kraftwerk fortgetragen wurden. Zu diesen Orten zählten Futaba sowie 10 weitere Dörfer und Städte, darunter Minamisōma, Naraha, Tomioka, Kawauchi, Ōkuma, Namie, Katsurao, Iitate, Tamura und Kawamata. Diese Regionen wurden entsprechend ihrer radioaktiven Belastung nach der Erlassung der Evakuierungsanordnungen vom 7. Mai 2013 in folgende vier verschiedene Kategorien eingeteilt: Gebiete mit einer Strahlenbelastung von weniger als 20 mSv pro Jahr, die von der Regierung als Schwellenwert für eine dauerhafte Rückkehr behandelt wurde, bildeten die Kategorie 1. Gebiete dieser Kategorie 1 konnten die Einwohner nach eigenem Ermessen und ohne Einsatz von Schutzausrüstung betreten mit der einzigen Einschränkung, dass sie dort nicht übernachten durften. Diese Gebiete waren bereit für eine Aufhebung des Evakuierungsbefehls. In Gebieten mit einer Strahlenbelastung zwischen 20 und 50 mSv pro Jahr (Kategorie 2) war den Einwohnern ein dauerhafter Aufenthalt untersagt. Gebiete mit über 50 mSv pro Jahr (Kategorie 3) wurden als langfristig ungeeignet für eine Rückkehr der Einwohner angesehen. Einen Sonderstatus nahm ein viertes Evakuierungsgebiet ein.
Da die Dekontaminierung radioaktiv belasteter Gebiete eine lange Zeit in Anspruch nimmt, begannen die Kommunalverwaltungen von Namie, Okuma, Futaba und Tomioka Ende 2011, „temporäre Städte“ oder Migrantengemeinschaften für die aus ihren ursprünglichen Gemeinden Vertriebenen zu planen. Sowohl Gemeindeverwaltungen und öffentliche Einrichtungen als auch die Einwohner wurden in diese temporären Städte verlegt. Im Dezember 2011 formulierte die Präfekturverwaltung von Fukushima einen Wiederaufbauplan, dessen Grundkonzepte darin bestanden, eine sichere und nachhaltige Gesellschaft ohne Kernenergie aufzubauen, Fukushima neu zu beleben und Städte wiederherzustellen. Im März 2012 wurde ein Gesetz der „besonderen Maßnahmen für die Wiedergeburt von Fukushima“ erlassen. Im Juli 2012 verabschiedete das Kabinett grundlegende Richtlinien für den Wiederaufbau in Fukushima, die das Ziel verfolgten, den Wiederaufbau und die Wiederbelebung nach dem Nuklearunfall in ganzheitlicher Weise zu fördern. Von September 2012 bis März 2013 formulierten die vier Gemeinden Namie, Ōkuma, Futaba und Tomioka – in die die Einwohner nicht zurückkehren konnten – Sanierungspläne. Da nicht bekannt war, wann die Menschen in ihre Heimatgemeinden zurückkehren könnten, umfassten die Pläne die Umsiedlung in andere Gemeinden, aber keinen detaillierten Wiederaufbau der ursprünglichen Gemeinden.
Die Ereignisse des Schicksals der Bewohner nach deren Evakuierung wurden in dem Dokumentarfilm Nuclear Nation I des Regisseurs Atsushi Funahashi dargestellt, der am 10. Februar 2012 auf der Berlinale gezeigt wurde. Als zweiter Teil der Dokumentation wurde Nuclear Nation II am 10. Februar 2015 auf der Berlinale 2015 und am 11. Februar 2015 im Japanischen Kulturinstitut in Köln in Anwesenheit des Regisseurs gezeigt.
Sperrgebiet
Das Gebiet Futabas lag vollständig innerhalb des ausgewiesenen Sperrgebiets. Am 28. Mai 2013 wurde Naraha aus der Sperrzone ausgegliedert und stattdessen nach radioaktiver Belastung gestaffelt in die zwei Zonen der Kategorien 1 (Gebiet bereit für Aufhebung des Evakuierungsbefehls) und 3 (langfristig ungeeignet für Rückkehr der Einwohner) eingeteilt. Am 31. März und 1. April 2017 hob die japanische Regierung die Evakuierungsbefehle für rund 32.000 Einwohner aus den vier strahlenbelasteten Gemeinden Iitate, Kawamata, Namie und Tomioka auf, denen somit wieder erlaubt war, in ihre Häuser zurückzukehren. Die einzigen Orte, die damit noch Gegenstand von Evakuierungsbefehlen waren, waren Futaba und Ōkuma sowie Teile der fünf benachbarten Städte und Dörfer Minamisōma, Iitate, Namie, Tomioka und Katsurao.
Am 4. März 2020 hob die Regierung einen Teil des Sperrgebiets im Nordosten der Stadt sowie den Bereich um den Bahnhof Futaba aufgrund fortgeschrittener Dekontaminierungsarbeiten vollständig auf. Die freigegebene Fläche entspricht 4 % des Stadtgebiets, sodass der Großteil Futabas weiterhin als Sperrgebiet eingestuft wird.

## Verkehr

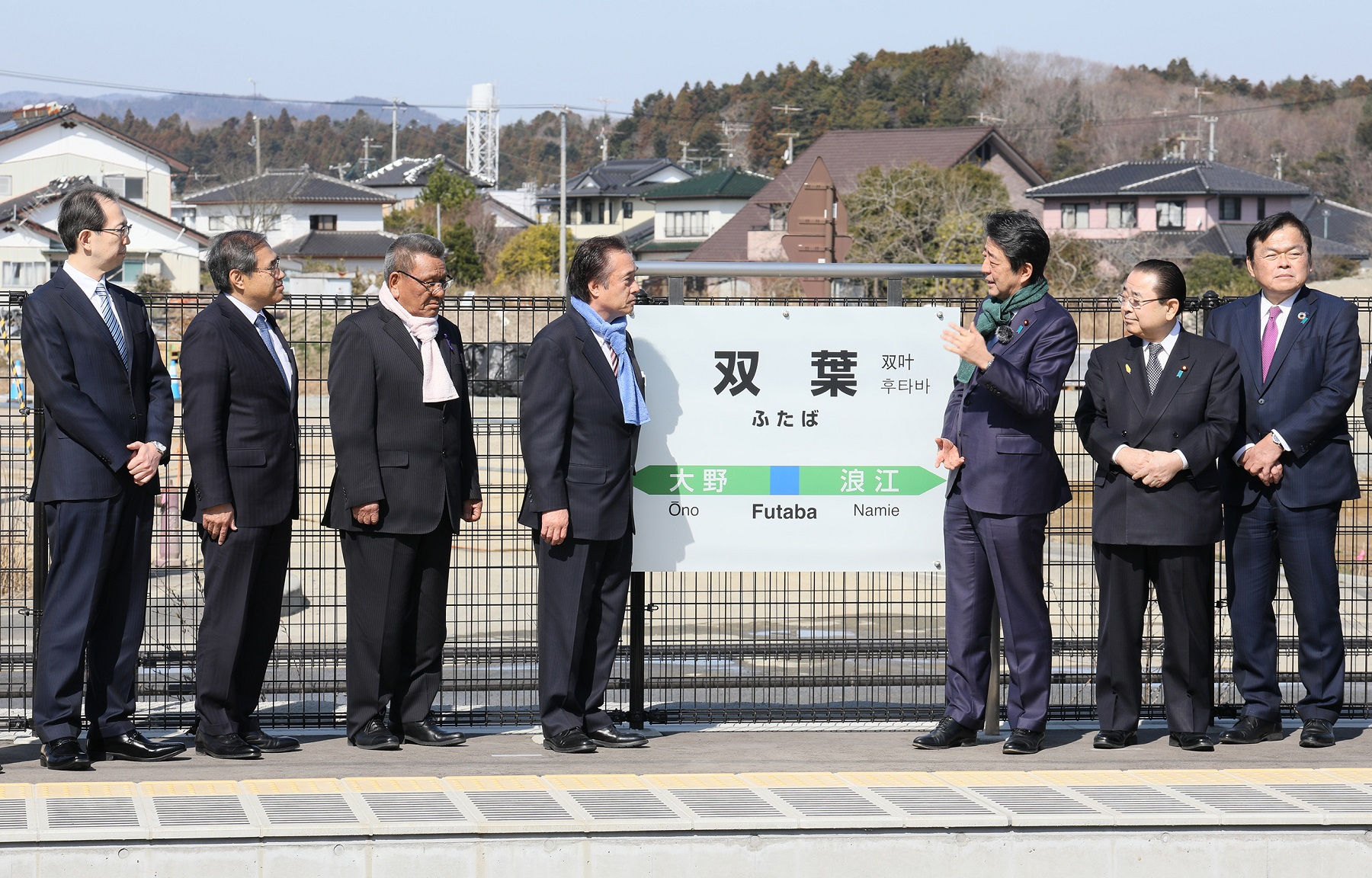
Der Gouverneur der Präfektur Fukushima Masao Uchibori (1. von links), der Bürgermeister von Futaba Shirō Izawa (4. von links), Premierminister Shinzō Abe (3. von rechts), Wiederaufbauminister Kazunori Tanaka (2. von rechts) und Verkehrsminister Kazuyoshi Akaba (1. von rechts) am 7. März 2020 auf einem Bahnsteig des kurz vor der Wiedereröffnung stehenden Bahnhofs Futaba

Die wichtigsten Fernstraßen nach Futaba sind die Nationalstraße 6 nach Chūō (Tokio) oder Sendai, sowie die hier endende Nationalstraße 288 nach Kōriyama.
Anschluss an das Schienennetz besteht durch die JR-Jōban-Linie in südlicher Richtung zum Bahnhof Ueno bzw. durch Durchbindungen an die Ueno-Tōkyō-Linie bis zum Bahnhof Tokio und in nördlicher Richtung nach Iwanuma. In Futaba gibt es nur einen Haltepunkt.

## Bildung
In Futaba befinden sich die Grundschulen Futaba-Nord (双葉町立双葉北小学校, Futaba-chōritsu Futaba Kita shōgakkō) und Futaba-Süd (双葉町立双葉南小学校, Futaba-chōritsu Futaba Minami shōgakkō), die Mittelschule Futaba (双葉町立双葉中学校, Futaba-chōritsu Futaba chūgakkō), sowie die präfekturale Oberschule Futaba (福島県立双葉高等学校, Fukushima-kenritsu Futaba kōtō gakkō).

## Städtepartnerschaften
1994 wurde Mizuho in der Präfektur Kyōto zur Schwesterstadt. Diese wurde jedoch 2005 nach Kyōtamba eingemeindet.